# Scopula modicaria
Scopula modicaria är en fjärilsart som beskrevs av John Henry Leech 1897. Scopula modicaria ingår i släktet Scopula och familjen mätare. Inga underarter finns listade.